# Мальмберг, Лаури
Ка́арло Ла́ури То́рвальд Ма́льмберг (фин. Kaarlo Lauri Torvald Malmberg, 8 мая 1888, Гельсингфорс — 14 марта 1948, Хельсинки) — финский военный деятель, генерал-лейтенант, один из создателей финской армии.
Во время Первой мировой войны Мальмберг воевал на германском Восточном фронте в составе 27-го прусского егерского батальона, состоявшего из финских егерей. В годы гражданской войны был командиром 1-го артиллерийского полка. В 1924—1925 годах — министр обороны Финляндии; с 17 апреля по 2 октября 1925 — главнокомандующий силами обороны Финляндии.
В 1928 году Лаури Мальмберг возглавил Охранный корпус Финляндии и руководил им до 1944 года (с небольшим перерывом в 1941). К 1938 году Корпус насчитывал 100 тысяч членов и ещё 30 тысяч в юношеских подразделениях, а число участников его различных мероприятий составило 1 млн человек.
В феврале—марте 1932 генерал Мальмберг сочувственно отнёсся к праворадикальному антиправительственному мятежу Движения Лапуа (к которому примкнули многие бойцы Охранного корпуса), но воздержался от оказания практической поддержки мятежникам.
После начала Зимней войны Мальмберг занял также пост главнокомандующего силами территориальной обороны. Во многом именно благодаря ему Финляндия успешно провела Зимнюю войну. Во время Войны-продолжения выступал за присоединение Карелии к Финляндии. После выхода Финляндии из войны в 1944 году уволен в отставку.

## Семья
Отцом Лаури Мальмберга был ректор Эмиль Мальмберг, матерью — писательница Айно Перениус. В 1918 Мальмберг вступил в брак с Рагни Стольберг.

## Образование
Окончив в 1908 году Гельсингфорсскую общую финскую школу, Мальмберг вступил в Южнофинляндское землячество, объединявшее студентов Южной Финляндии. Обучение он продолжил на инженерно-механическом факультете Гельсингфорсского технологического университетеа, по окончании которого в 1914 году получил степень магистра инженерных наук. Также Мальмберг часто совершал ознакомительные поездки в воинские части зарубеж, в том числе в Швецию, Англию и Германию.